# 군자
군자(君子)는 유교에서 '성품이 어질고 학식이 높은 지성인'을 일컫는 말이다. 중국 춘추시대 때에는 높은 벼슬을 한 사람을 부르는 말로도 쓰였다. 아내가 남편을 일컫는 말로 쓰기도 한다.《예기(禮記)》〈곡례편(曲禮)〉에 따르면 군자는 '많은 지식을 갖고 있으면서도 겸손하고, 선한 행동에 힘쓰면서 게으르지 않은 사람을 군자라고 한다'고 하였으며, 《논어(論語)》 〈이인편(里仁)〉에는 '군자는 어떤 것이 옳은 일인지 잘 알고, 소인은 어떤 것이 이익인지 잘 안다. 군자는 어찌하면 훌륭한 덕을 갖출까 생각하고, 소인은 어찌하면 편히 살 것인가 생각한다'는 말로 군자를 정의하였다.

## 군자삼계
공자는 《논어》〈계씨편(季氏篇)〉에서, 군자가 마땅히 지켜야 할 세 가지 계율로서 '군자삼계'(君子三戒)를 제시하였다.
| 원문 |                            | 해설                                                               |
| ---- | -------------------------- | ------------------------------------------------------------------ |
|      | 子曰 君子有三戒            | (공자께서 말씀하시기를) 군자에게는 경계해야 할 일이 세 가지 있으니 |
|      | 少之時 血氣未定 戒之在色   | 젊을때는 혈기가 잡히지 않은지라 경계할 것이 여색이고               |
|      | 及其長也 血氣方剛 戒之在鬪 | 장성하여 혈기가 강해지면 경계할 것이 싸움이며                      |
|      | 及其老也 血氣旣衰 戒之在得 | 나이가 들어 혈기가 쇠진하면 경계할 것이 물욕이다.                  |

## 군자삼외
논어 계씨편에는 또한 군자가 두려워해야 할 세 가지로 '군자삼외'(君子三畏)가 있다.
| 원문 |                 | 해설                                                          |
| ---- | --------------- | ------------------------------------------------------------- |
|      | 子曰 君子有三畏 | (공자께서 말씀하시기를) 군자에게는 두려운 것이 세 가지 있으니 |
|      | 畏天命          | 하늘의 명을 두려워하고,                                       |
|      | 畏大人          | 대인(자신보다 학덕이 높은 사람)을 두려워하고,                 |
|      | 畏聖人之言      | 성인의 말씀을 두려워한다.                                     |

## 군자삼락
이 외에도, 맹자가 《맹자(孟子)》〈진심편(盡心篇)〉에서 제시한 군자가 즐거워하는 세 가지 일, '군자삼락'(君子三樂)이 있다.
| 원문 |                              | 해설                                                                                 |
| ---- | ---------------------------- | ------------------------------------------------------------------------------------ |
|      | 君子有三樂                   | 군자에게는 세 가지 즐거움이 있으니,                                                  |
|      | 而王天下不與存焉             | 천하의 왕노릇은 여기에 있지 않다.                                                    |
|      | 父母俱存 兄弟無故 一樂也     | 부모님이 모두 살아계시고 형제들이 무고함이 첫째 즐거움이요,                          |
|      | 仰不愧於天 俯不怍於人 二樂也 | 우러러 하늘에 부끄럽지 않고, 굽어보아 사람들에게 부끄럽지 않음이 두 번째 즐거움이며, |
|      | 得天下英才 而敎育之 三樂也   | 천하의 영재를 얻어 가르쳐 기름이 세 번째 즐거움이다.                                 |

## 같이 보기
- 성인